# Staw Browarny (Poznań)
Staw Browarny (Borowik) – staw zlokalizowany w Poznaniu na Nowym Mieście między ulicą Browarną a Browarem Mycielskich.

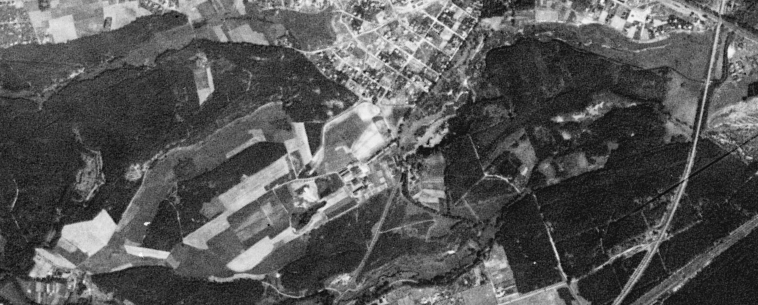
Antoninek, i Staw Browarny i Młyński, sfotografowane przez amerykańskiego satelitę wywiadowczego KH-4A 1023, 23 sierpnia 1965 r.

Powstał przez spiętrzenie Cybiny w km 5+340 we wschodnim klinie zieleni Poznania.

## Fauna i flora
Spośród roślin wynurzonych spotkać w nim można niewielkie płaty budowane przez trzcinę pospolitą (Phragmites australis), pałkę wąskolistną (Typha angustifolia) i szerokolistną (Typha latifolia), turzycę brzegową (Carex riparia) i błotną (Carex acutiformis) oraz mannę mielec (Glyceria aquatica).
Na zbiorniku została wybudowana w 1990 oczyszczalnia Szlauera, jednak z czasem całkowicie przestała pełnić swoją funkcję i została rozebrana.